# Pecorino crotonese

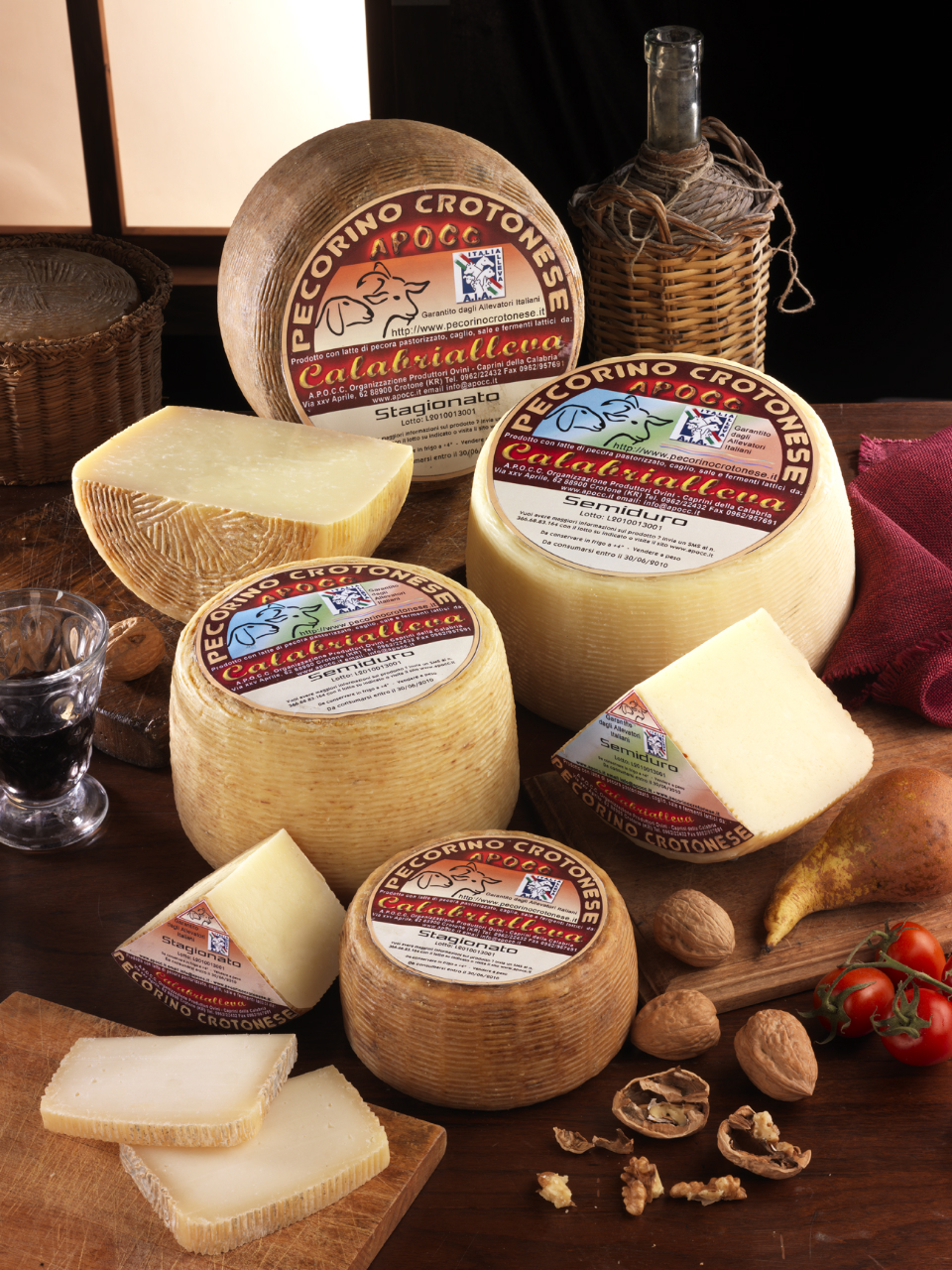
Queso pecorino crotonese.

Pecorino calabrese es un queso firme de leche mixta de oveja y de cabra, originario de la región italiana de Calabria, específicamente de la provincia de Crotona. Es un queso denominación de origen (DOP).

## Historia
Existen fuentes históricas que se remontan al año 1759 y documentan la preparación de este queso. Según unos libros de contabilidad de un latifundista, el pecorino crotonese era un alimento muy presente en la alimentación campesina a finales del siglo XIX. En 1839 se llegó a una producción de 110 000 piezas de este queso. La técnica de producción no ha cambiado desde entonces.

## Caracacterísticas
El pecorino calabrese se produce por dos tercios con leche de la raza Gentile di Puglia, y un tercio con leche de cabra. La maduración del queso puede durar hasta 2 años. Suele ser servido en antipastos, pero también se puede rallar y usar para pastas u otras preparaciones.